# Kamik
Pour les articles homonymes, voir Kamik (homonymie).
Kamik (en serbe cyrillique : Камик) est un village de Serbie situé dans la municipalité de Pirot, district de Pirot. Au recensement de 2011, il comptait 55 habitants.

## Démographie
| 1948 | 1953 | 1961 | 1971 | 1981 | 1991 | 2002 | 2011 |
| ---- | ---- | ---- | ---- | ---- | ---- | ---- | ---- |
| 675  | 639  | 564  | 410  | 321  | 177  | 112  | 55   |

|  |